# Рита Тодорова
Рита Тодорова (болг. Рита Тодорова; нар. 18 серпня 1958) — болгарська спортсменка, академічна веслувальниця, срібна призерка Олімпійських ігор 1980 з академічного веслування в четвірці розпашній з рульовим.

## Спортивна кар'єра
Рита Тодорова з 20 років входила до складу збірної Болгарії з веслування.
1978 та 1979 року у складі болгарської команди займала четверті місця на чемпіонатах світу серед четвірок розпашних з рульовим.
На Олімпійських іграх 1980, за відсутності на Олімпіаді через бойкот ряду команд західних та ісламських країн, Тодорова у складі четвірки розпашної з рульовим у фінальному заїзді прийшла до фінішу другою, завоювавши разом з подругами Марійкою Модевою, Гінкою Гюровою, Іскрою Веліновою та рульовою Надею Філіповою срібну нагороду.
Після Олімпіади в Москві Тодорова залишалася у складі збірної Болгарії і брала участь у різноманітних змаганнях. Розглядалася в числі кандидатів на участь в Олімпійських іграх 1984, але Болгарія разом з декількома іншими країнами соціалістичного табору бойкотувала ці змагання через політичні причини. Тодорова виступила в альтернативній регаті Дружба-84, де завоювала бронзову нагороду в двійках розпашних без рульового.
1987 року Тодорова у складі вісімки з рульовим зайняла шосте місце на чемпіонаті світу і розраховувала на вдалий виступ на Олімпійських іграх 1988, але болгарська вісімка залишилася без медалей, фінішувавши п'ятою.

### Виступи на Олімпіадах
| Олімпіада   | Дисципліна                           | Місце   |
| ----------- | ------------------------------------ | ------- |
| Москва 1980 | четвірки розпашні з рульовим (жінки) | Срібло  |
| Сеул 1988   | вісімки розпашні з рульовим (жінки)  | 5 місце |